# Купер, Скотт
Скотт Купер (англ. Scott Cooper; род. 20 апреля 1970, Абингдон, Виргиния, США) — американский режиссёр, продюсер, сценарист и актёр. Наиболее известен по таким работам, как «Чёрная месса», «Из пекла», «Сумасшедшее сердце» и «Недруги».

## Биография
Скотт Купер родился в 1970 году в Абингдоне, Виргиния, США. В 1988 году окончил среднюю школу Абингдона. Обучался актёрскому мастерству в институте театра и кино имени Ли Страсберга в Нью-Йорке. В 1992 году получил степень бакалавра и в 2014 году степень Доктора гуманитарных наук в Хэмпден-Сиднейском колледже. Купер написал, срежиссировал и продюсировал фильм «Недруги» (2017), основанный на рукописи сценариста Дональда Стюарта. В 2022 году на экраны вышел его фильм «Всевидящее око».
Купер живёт в Лос-Анджелесе со своей женой Джоселин Купер и их двумя дочерьми Авой и Стеллой.

## Фильмография

### Актёр
| Год         | Русское название                            | Оригинальное название                 | Роль                                                         |
| ----------- | ------------------------------------------- | ------------------------------------- | ------------------------------------------------------------ |
| 1993-2002   | Секретные материалы                         | The X Files                           | Макс Харден (ТВ, 1 эпизод), в эпизоде седьмого сезона «Rush» |
| 1998        | Сухой Мартини                               | Dry Martini                           | Роберт                                                       |
| 1999        | Остин Пауэрс: Шпион, который меня соблазнил | Austin Powers: The Spy Who Shagged Me | Сын Клансмана — Бобби                                        |
| 2000        | Взлом                                       | Takedown                              | Джейк Кронин                                                 |
| 2000 – 2004 | Восточный парк                              | The District                          | Майкл Барретт                                                |
| 2001        | Отличная форма                              | Perfect Fit                           | Парень в баре                                                |
| 2001        |                                             | Bill’s Gun Shop                       | Миллион Маккарти                                             |
| 2003        | Боги и генералы                             | Gods and Generals                     | Лейтенант Джозеф Моррисон                                    |
| 2003        | Сохрани это на потом                        | Save It for Later                     | Джейк О’Коннор                                               |
| 2003        | Отношение                                   | Attitude                              | Rails                                                        |
| 2003        | Дождь                                       | Rain                                  | Рядовой Голландия                                            |
| 2006        | Прерванный путь                             | Broken Trail                          | Гильпин (телевизионная мини-сериал)                          |
| 2009        | Похороните меня заживо                      | Get Low                               | Карл                                                         |
| 2009        | Продается владельцем                        | For Sale by Owner                     | Уилл Кёртис                                                  |

### За кадром
| Год  | Русское название       | Оригинальное название   | Роль                          |
| ---- | ---------------------- | ----------------------- | ----------------------------- |
| 2009 | Сумасшедшее сердце     | Crazy Heart             | режиссёр, продюсер, сценарист |
| 2009 | Продается владельцем   | For Sale by Owner       | продюсер, сценарист           |
| 2013 | Из пекла               | Out of the Furnace      | режиссёр, сценарист           |
| 2015 | Чёрная месса           | Black Mass              | режиссёр, продюсер            |
| 2017 | Недруги                | Hostiles                | режиссёр, продюсер, сценарист |
| 2021 | Оленьи рога            | Antlers                 | режиссёр, сценарист           |
| 2022 | Всевидящее око         | The Pale Blue Eye       | режиссёр, продюсер, сценарист |
| 2025 | Избавь меня от небытия | Deliver Me From Nowhere | режиссёр, сценарист           |

## Награды и номинации
| Фильм/Год                  | Премия            | Категория                                        | Результат |
| -------------------------- | ----------------- | ------------------------------------------------ | --------- |
| «Сумасшедшее сердце», 2010 | «Независимый дух» | Лучший дебютный сценарий                         | Номинация |
| «Сумасшедшее сердце», 2010 | «Независимый дух» | Лучший дебютный фильм                            | Победа    |
| «Из пекла», 2014           | «Сатурн»          | Лучший независимый фильм                         | Номинация |
| «Чёрная месса», 2016       | «Спутник»         | Лучший фильм                                     | Номинация |
| «Чёрная месса», 2016       | «Сатурн»          | Лучший триллер                                   | Номинация |
| «Недруги», 2018            | «Сатурн»          | Лучший приключенческий фильм, боевик или триллер | Номинация |